# Richie Gray
Richard James Gray (Glasgow, 24 de agosto de 1989) es un jugador británico de rugby que se desempeña como segunda línea.

## Carrera
Gray empezó a jugar a rugby en el equipo de Kelvinside Academy desde donde dio el salto a profesionales de la mano de los Glasgow Warriors en 2008, al año siguiente firmó un contrato por dos años teniendo en cuentan sus buenas prestaciones el equipo. En 2010 Gray ayudó a los Warriors a mantenerse en los puesto altos de la Rabodirect Pro 12 llegando a semifinales de la fase final donde perdieron ante Ospreys por 20-5 del mismo modo sucedió en la temporada 2011-2012 donde también cayeron en semifinales ante Leinster por 19-15. En noviembre de 2011, Sale Sharks anunció el cierre del acuerdo para la firma de un contrato por tres años con el jugador escocés, el cual había rechazado ofertas de otros clubes de la Aviva Premiership inglesa y del top 14 francés, de este modo Gray llegaría en junio de 2012 a Edgeley Park.

## Selección nacional
Gray en su etapa en Kelvinside Academy formó parte del Equipo nacional escocés Sub-17. En 2010 debuta con Escocia en la gira de preparación contra los All Blacks. Su primera victoria con la selección se produce en el Seis Naciones 2010. El primer try de Gray en un partido internacional no llegó hasta 2012 en un partido de la Seis Naciones ante Irlanda. En 2013 Gray firma un gran torneo de la seis naciones ayudando a ganar a Escocia contra Italia e Irlanda. En 2015 es seleccionado junto a su hermano Jonny para formar parte de la selección escocesa que participa en la Copa Mundial de Rugby de 2015.
En 2013 fue convocado a los British and Irish Lions para integrar el equipo que partió de gira a Australia ese año. Gray jugó el tercer test–match contra los Wallabies, que terminó victoriosamente y acabó con una sequía de triunfos en giras para los Lions de 16 años.

### Participaciones en Copas del Mundo
| Mundial                       | Sede          | Resultado        | PJ | Tries |
| ----------------------------- | ------------- | ---------------- | -- | ----- |
| Copa Mundial de Rugby de 2011 | Nueva Zelanda | Fase de grupos   | 4  | 0     |
| Copa Mundial de Rugby de 2015 | Inglaterra    | Cuartos de final | 5  | 0     |